# Parlamentarischer Rat
Il Parlamentarischer Rat (Consiglio parlamentare) fu l'assemblea costituente della Repubblica Federale di Germania che scrisse e approvò la Legge fondamentale (Grundgesetz). Ebbe sede a Bonn.

## Storia
Il suo scopo primario fu quello di predisporre la nuova costituzione della Germania. Venne costituito nel 1948 e sciolto al raggiungimento dello scopo prefissato, e precisamente dopo la ratifica della Legge fondamentale. Alcuni suoi membri famosi furono Konrad Adenauer (CDU) che successivamente divenne Cancelliere federale, e Carlo Schmid (SPD) che fu capo del Comitato Centrale.